# George Dewsnip
George Edward Dewsnip (Little Hulton, 6 maggio 1956) è un ex calciatore inglese, di ruolo centrocampista.

## Caratteristiche tecniche
Era un'ala sinistra.

## Carriera
Dopo aver giocato nelle giovanili del Thurrock e del Gidea Park Rangers nel 1972 si è accasato al Preston N.E., club della seconda divisione inglese, con cui pur firmando un contratto professionistico e restando in rosa per due anni (fino al termine della stagione 1973-1974) non esordisce mai in partite ufficiali con la prima squadra. Nell'estate del 1974 si accasa al Southport, club appena retrocesso dalla terza alla quarta divisione inglese: rimane in rosa con gli Yellows per tre stagioni consecutive, tutte disputate in questa categoria, nella quale va in rete per 11 volte in 87 partite di campionato giocate.
Nel giugno del 1977 viene ceduto per 11000 sterline ai Ft. Lauderdale Strikers, una delle franchigie della NASL: rimane in squadra fino al giugno del 1978 segnando 3 reti in 28 partite in questo campionato, in cui poi gioca anche con i L.A. Aztecs (13 presenze e 3 reti) e con gli Atlanta Chiefs (17 presenze, senza mai segnare). La sua ultima stagione da professionista consiste nel giocare nel 1980 nella American Soccer League con i Columbus Magic, anche se poi il definitivo ritiro avviene in effetti solamente nel 1982, a seguito di un biennio trascorso giocando nell'Indoor soccer statunitense.

## Palmarès

### Club

#### Competizioni regionali
- Liverpool Senior Cup: 1

Southport: 1974-1975